# Труді Мусгрейв
Труді Мусгрейв (англ. Trudi Musgrave; нар. 10 вересня 1977) — колишня австралійська тенісистка.
Найвищу одиночну позицію світового рейтингу — 207 місце досягла 20 грудня 2006, парну — 62 місце — 26 травня 2003 року.
Здобула 3 одиночні та 41 парний титул туру ITF.
Найвищим досягненням на турнірах Великого шолома був чвертьфінал в парному розряді.
Завершила кар'єру 2011 року.

## Фінали турнірів WTA

### Парний розряд: 1 (поразка)
| Легенда                       |
| ----------------------------- |
| Турніри Великого шолома (0–0) |
| Tier I (0–0)                  |
| Tier II (0–0)                 |
| Tier III, IV & V (0–1)        |

| Фінали за покриттям |
| ------------------- |
| Тверде (0–1)        |
| Трава (0–0)         |
| Ґрунт (0–0)         |
| Килим (0–0)         |

| Результат | Ранг | Дата            | Турнір                                      | Покриття | Партнерка      | Суперниці                       | Рахунок  |
| --------- | ---- | --------------- | ------------------------------------------- | -------- | -------------- | ------------------------------- | -------- |
| Поразка   | 1.   | 11 вересня 2006 | Commonwealth Bank Tennis Classic, Індонезія | Тверде   | Наталі Грандін | Ліндсі Девенпорт Коріна Мораріу | 3–6, 4–6 |

## Фінали ITF
| Легенда         |
| --------------- |
| турніри $50,000 |
| турніри $25,000 |
| турніри $10,000 |

### Одиночний розряд: 9 (3–6)
| Результат | Ранг | Дата              | Турнір                         | Покриття | Суперниця         | Рахунок       |
| --------- | ---- | ----------------- | ------------------------------ | -------- | ----------------- | ------------- |
| Поразка   | 1.   | 10 липня 1995     | ITF Філікстоу, Велика Британія | Трава    | Шеннон Пітерс     | 6–7, 6–3, 3–6 |
| Поразка   | 2.   | 22 жовтня 1995    | ITF Куґаяма, Японія            | Тверде   | Джейн Чі          | 5–7, 1–6      |
| Поразка   | 3.   | 14 березня 1999   | ITF Водонга, Австралія         | Трава    | Керрі-Енн Г'юз    | 4–6, 1–6      |
| Перемога  | 1.   | 22 березня 1999   | ITF Коффс-Гарбор, Австралія    | Трава    | Рошелл Розенфілд  | 6–1, 6–2      |
| Перемога  | 2.   | 29 березня 1999   | ITF Водонга, Австралія         | Трава    | Керрі-Енн Г'юз    | 6–3, 6–1      |
| Поразка   | 4.   | 28 листопада 1999 | ITF Нуріоотпа, Австралія       | Тверде   | Рейчел Макквіллан | 4–6, 2–6      |
| Поразка   | 5.   | 13 жовтня 2003    | ITF Маккай, Австралія          | Тверде   | Абігейл Спірс     | 2–5 ret.      |
| Перемога  | 3.   | 16 листопада 2003 | ITF Порт-Пірі, Австралія       | Тверде   | Анаушка ван Ексел | 6–4, 6–0      |
| Поразка   | 6.   | 11 липня 2006     | ITF Філікстоу, Велика Британія | Трава    | Ольга Пучкова     | 2–6, 1–6      |

### Парний розряд: 69 (41–28)
| Результат | No  | Дата              | Турнір                         | Покриття   | Партнерка             | Суперниці                                  | Рахунок          |
| --------- | --- | ----------------- | ------------------------------ | ---------- | --------------------- | ------------------------------------------ | ---------------- |
| Перемога  | 1.  | 17 жовтня 1994    | ITF Куґаяма, Японія            | Тверде     | Аннабел Еллвуд        | Kim Il-soon Park In-sook                   | 6–4, 6–0         |
| Перемога  | 2.  | 24 жовтня 1994    | ITF Кіото, Японія              | Тверде     | Аннабел Еллвуд        | Чень Цзінцзін Лі Лі                        | 4–6, 7–6, 6–3    |
| Перемога  | 3.  | 12 березня 1995   | ITF Водонга, Австралія         | Тверде     | Джейн Тейлор          | Гейл Біггс Нікол Уменс                     | 6–3, 6–2         |
| Поразка   | 1.  | 5 березня 1995    | ITF Воррнамбул, Австралія      | Тверде     | Джейн Тейлор          | Гейл Біггс Нікол Уменс                     | 1–6, 5–7         |
| Перемога  | 4.  | 19 березня 1995   | ITF Канберра, Австралія        | Тверде     | Джейн Тейлор          | Гейл Біггс Нікол Уменс                     | 6–3, 6–2         |
| Поразка   | 2.  | 26 березня 1995   | ITF Бендіго, Австралія         | Тверде     | Джейн Тейлор          | Гейл Біггс Нікол Уменс                     | 6–7, 5–7         |
| Поразка   | 3.  | 2 жовтня 1995     | ITF Ібаракі, Японія            | Тверде     | Урабе Намі            | Сасано Йосіко Наґатомі Кейко               | 0–6, 6–7(5)      |
| Перемога  | 5.  | 23 жовтня 1995    | ITF Кіото, Японія              | Тверде     | Урабе Намі            | Хотта Томое Ейко Тоба                      | 3–6, 6–2, 6–3    |
| Перемога  | 6.  | 11 березня 1996   | ITF Канберра, Австралія        | Трава      | Джейн Тейлор          | Джоанн Ліммер Ліза Макші                   | 6–4, 5–7, 6–4    |
| Перемога  | 7.  | 25 березня 1996   | ITF Олбері, Австралія          | Трава      | Джейн Тейлор          | Джоанн Ліммер Ліза Макші                   | 6–0, 6–3         |
| Перемога  | 8.  | 4 квітня 1997     | ITF Корова, Австралія          | Трава      | Джейн Тейлор          | Нанні де Вільєрс Ширлі-Енн Сіддалл         | 6–4, 4–6, 6–2    |
| Перемога  | 9.  | 14 квітня 1997    | ITF Ворик, Австралія           | Трава      | Бріанн Стюарт         | Кайлі Моулдс Сара Стенлі                   | 6–4, 6–0         |
| Перемога  | 10. | 28 липня 1997     | ITF Ілклі, Велика Британія     | Трава      | Сінді Вотсон          | Гейл Біггс Юлія Лютрова                    | 6–1, 6–1         |
| Поразка   | 4.  | 8 вересня 1997    | ITF Фано, Італія               | Ґрунт      | Дженні-Енн Фетч       | Федеріка Фортуні Андрея Ехрітт-Ванк        | 1–6, 4–6         |
| Перемога  | 11. | 1 березня 1998    | ITF Буші, Велика Британія      | Килим (i)  | Ширлі-Енн Сіддалл     | Нелле ван Лоттум Кірстін Фрає              | 7–6, 4–6, 6–2    |
| Перемога  | 12. | 10 травня 1998    | ITF Мідлотіан, США             | Ґрунт      | Брі Ріппнер           | Морін Дрейк Рената Колбовіч                | 6–3, 6–3         |
| Перемога  | 13. | 11 липня 1998     | ITF Філікстоу, Велика Британія | Трава      | Ліза Макші            | Лусі Ал Аманда Вейнрайт                    | 6–4, 7–6(7–4)    |
| Поразка   | 5.  | 26 липня 1998     | ITF Дублін, Ірландія           | Килим      | Ліза Макші            | Кірстін Фрає Алісія Ортуньйо               | w/o              |
| Перемога  | 14. | 11 жовтня 1998    | ITF Делбі, Австралія           | Тверде     | Ліза Макші            | Дон Бут Кайлі Гант                         | 4–6, 7–5, 6–4    |
| Перемога  | 15. | 18 жовтня 1998    | ITF Куралбін, Австралія        | Тверде     | Ліза Макші            | Гейл Біггс Шеллі Стефенс                   | 6–3, 7–6(5)      |
| Поразка   | 6.  | 25 жовтня 1998    | ITF Голд-Кост, Австралія       | Тверде     | Ліза Макші            | Кетрін Берклей Керрі-Енн Г'юз              | 4–6, 2–6         |
| Перемога  | 16. | 22 листопада 1998 | ITF Порт-Пірі, Австралія       | Тверде     | Кетрін Берклей        | Аманда Грем Бріанн Стюарт                  | 5–7, 7–5, 6–2    |
| Поразка   | 7.  | 29 листопада 1998 | ITF Нуріоотпа, Австралія       | Тверде     | Кетрін Берклей        | Деніелл Джонс Ванесса Вебб                 | 3–6, 5–7         |
| Поразка   | 8.  | 22 лютого 1999    | ITF Бендіго, Австралія         | Тверде     | Сінді Вотсон          | Керрі-Енн Г'юз Ліза Макші                  | 4–6, 1–6         |
| Перемога  | 17. | 1 березня 1999    | ITF Воррнамбул, Австралія      | Трава      | Керрі-Енн Г'юз        | Марезе Жубер Кейт Ворн Голланд             | 6–4, 6–4         |
| Перемога  | 18. | 7 березня 1999    | ITF Водонга, Австралія         | Трава      | Керрі-Енн Г'юз        | Наталі Грандін Алісія Піллай               | 6–3, 6–2         |
| Перемога  | 19. | 15 березня 1999   | ITF Олбері, Австралія          | Трава      | Керрі-Енн Г'юз        | Марезе Жубер Кейт Ворн Голланд             | 7–6, 6–3         |
| Перемога  | 20. | 22 березня 1999   | ITF Корова, Австралія          | Трава      | Керрі-Енн Г'юз        | Марезе Жубер Кейт Ворн Голланд             | 6–2, 1–6, 6–3    |
| Перемога  | 21. | 25 квітня 1999    | ITF Желос, Франція             | Ґрунт      | Бріанн Стюарт         | Софі Жорже Тетяна Пучек                    | 1–6, 6–4, 6–3    |
| Поразка   | 9.  | 31 липня 1999     | ITF Единбург, Велика Британія  | Ґрунт      | Лорна Вудрофф         | Магда Міхалаке Петра Мандула               | 6–3, 4–6, 3–6    |
| Поразка   | 10. | 24 жовтня 1999    | ITF Голд-Кост, Австралія       | Тверде     | Хіракі Ріка           | Керрі-Енн Г'юз Ліза Макші                  | 2–6, 3–6         |
| Перемога  | 22. | 21 листопада 1999 | ITF Бендіго, Австралія         | Тверде     | Рейчел Макквіллан     | Аманда Огастус Джулі Ту                    | 6–4, 7–5         |
| Поразка   | 11. | 28 листопада 1999 | ITF Нуріоотпа, Австралія       | Тверде     | Рейчел Макквіллан     | Луїс Флемінг Ірина Селютіна                | 4–6, 4–6         |
| Поразка   | 12. | 28 лютого 2000    | ITF Бендіго, Австралія         | Тверде     | Бріанн Стюарт         | Еві Домінікович Аманда Грем                | 4–6, 1–6         |
| Перемога  | 23. | 26 березня 2000   | ITF Стоун-Маунтін, США         | Тверде     | Бріанн Стюарт         | Іноуе Харука Іноуе Майко                   | 6–4, 2–6, 7–6    |
| Перемога  | 24. | 11 червня 2000    | ITF Сербітон, Велика Британія  | Gras       | Бріанн Стюарт         | Каролін Денін Франческа Любіані            | 3–6, 6–3, 6–1    |
| Перемога  | 25. | 16 липня 2000     | ITF Філікстоу, Велика Британія | Трава      | Лорна Вудрофф         | Лусі Ал Наталія Єгорова                    | 6–4, 3–6, 6–4    |
| Перемога  | 26. | 10 липня 2001     | ITF Філікстоу, Велика Британія | Трава      | Жулі Пуллен           | Наталі Грандін Кім Грант                   | 7–5, 6–4         |
| Поразка   | 13. | 17 липня 2000     | ITF Вальядолід, Іспанія        | Ґрунт      | Лорна Вудрофф         | Марія Хосе Мартінес Санчес Алісія Ортуньйо | 2–6, 4–6         |
| Поразка   | 14. | 30 липня 2000     | ITF Дублін, Ірландія           | Килим      | Лорна Вудрофф         | Кетрін Берклей Андреа ван ден Гурк         | 4–6, 5–7         |
| Поразка   | 15. | 29 липня 2001     | ITF Памплона, Іспанія          | Ґрунт      | Жулі Пуллен           | Джулія Казоні Роберта Вінчі                | 6–7(2), 4–6      |
| Перемога  | 27. | 5 серпня 2001     | ITF Альгеро, Італія            | Тверде     | Жулі Пуллен           | Марет Ані Жоана Кортез                     | 6–4, 7–5         |
| Поразка   | 16. | 16 вересня 2001   | ITF Пічтрі, США                | Тверде     | Жулі Пуллен           | Еллісон Бредшоу Дженніфер Расселл          | 6–7(1), 2–6      |
| Перемога  | 28. | 15 жовтня 2001    | ITF Кернс, Австралія           | Тверде     | Ліза Макші            | Маріель Гоґланд Зузана Валекова            | 6–4, 6–3         |
| Перемога  | 29. | 28 жовтня 2001    | ITF Гоум-Гілл, Австралія       | Тверде     | Ліза Макші            | Беті Секуловскі Ніколь Сьюелл              | 7–5, 6–4         |
| Перемога  | 30. | 29 жовтня 2001    | ITF Маккай, Австралія          | Тверде     | Ліза Макші            | Маріель Гоґланд Зузана Валекова            | 6–2, 6–3         |
| Перемога  | 31. | 18 листопада 2001 | ITF Порт-Пірі, Австралія       | Тверде     | Ліза Макші            | Чон Мі Ра Kim Eun-ha                       | 7–5, 6–4         |
| Поразка   | 17. | 25 лютого 2002    | ITF Бендіго, Австралія         | Тверде     | Сінді Вотсон          | Сара Стоун Саманта Стосур                  | 4–6, 3–6         |
| Перемога  | 32. | 17 листопада 2002 | ITF Порт-Пірі, Австралія       | Тверде     | Жулі Пуллен           | Аманда Огастус Габріела Ластра             | 7–6(1), 6–2      |
| DNP       | –   | 11 березня 2003   | ITF Фаунтін-Гіллс, США         | Тверде     | Алісія Молік          | Янь Цзи Чжен Цзє                           | Н/Д              |
| Поразка   | 18. | 13 липня 2003     | ITF Модена, Італія             | Ґрунт      | Фудзівара Ріка        | Лі Тін Сунь Тяньтянь                       | 6–3, 5–7, 5–7    |
| Поразка   | 19. | 13 жовтня 2003    | ITF Маккай, Австралія          | Ґрунт      | Абігейл Спірс         | Еві Домінікович Бріанн Стюарт              | w/o              |
| Перемога  | 33. | 26 жовтня 2003    | ITF Рокгемптон, Австралія      | Тверде     | Абігейл Спірс         | Наталі Грандін Мартіна Мюллер              | 6–1, 7–5         |
| Перемога  | 34. | 16 листопада 2003 | ITF Порт-Пірі, Австралія       | Тверде     | Абігейл Спірс         | Ілк Джерс Напапорн Тонгсалі                | 6–2, 6–2         |
| Перемога  | 35. | 23 листопада 2003 | ITF Нуріоотпа, Австралія       | Тверде     | Ліза Макші            | Бріанн Стюарт Саманта Стосур               | 4–6, 6–3, 7–5    |
| Поразка   | 20. | 28 лютого 2004    | ITF Сент-Пол, США              | Тверде (i) | Джессіка Ленгофф      | Ліенн Бейкер Франческа Любіані             | 7–6(3), 3–2 ret. |
| Поразка   | 21. | 30 березня 2005   | ITF Бат, Велика Британія       | Тверде (i) | Катерина Кожокіна     | Суріна Де Беер Мелані Саут                 | 2–6, 5–7         |
| Поразка   | 22. | 19 листопада 2005 | ITF Нуріоотпа, Австралія       | Тверде     | Кейсі Деллаква        | Грета Арн Анастасія Родіонова              | 4–6, 6–1, 5–7    |
| Поразка   | 23. | 21 травня 2006    | ITF Хошимін, В'єтнам           | Тверде     | Ліга Декмеєре         | Чжуан Цзяжун Напапорн Тонгсалі             | 6–4, 1–6, 0–6    |
| Поразка   | 24. | 27 листопада 2006 | ITF Нуріоотпа, Австралія       | Тверде     | Крістіна Вілер        | Наталі Грандін Ракел Атаво                 | 2–6, 6–7(3)      |
| Перемога  | 36. | 4 червня 2006     | ITF Ґумма, Японія              | Килим      | Крістіна Горіатопулос | Такемура Рьоко Йонемура Акіко              | 6–1, 5–7, 6–2    |
| Перемога  | 37. | 9 червня 2006     | ITF Сербітон, Велика Британія  | Трава      | Кейсі Деллаква        | Тамарін Танасугарн Сє Шувей                | 6–3, 6–3         |
| Перемога  | 38. | 10 липня 2006     | ITF Філікстоу, Велика Британія | Трава      | Крістіна Вілер        | Сара Борвелл Джейн О'Доног'ю               | 6–2, 6–4         |
| Перемога  | 39. | 26 лютого 2007    | ITF Бендіго, Австралія         | Тверде     | Кейсі Деллаква        | Беті Секуловскі Сінді Вотсон               | 6–4, 7–6         |
| Поразка   | 25. | 16 березня 2007   | ITF Перт, Австралія            | Тверде     | Крістіна Вілер        | Кейсі Деллаква Емілі Г'юсон                | 4–6, 6–4, 2–6    |
| Поразка   | 26. | 16 листопада 2007 | ITF Нуріоотпа, Австралія       | Тверде     | Софі Фергюсон         | Наталі Грандін Робін Стівенсон             | 4–6, 5–7         |
| Поразка   | 27. | 23 листопада 2007 | ITF Маунт-Гамбір, Австралія    | Тверде     | Софі Фергюсон         | Антонія Матіч Моніка Нікулеску             | 7–5, 3–6, [8–10] |
| Перемога  | 40. | 6 червня 2009     | ITF Брно, Чехія                | Ґрунт      | Софі Фергюсон         | Карін Моргошова Романа Табак               | 6–4, 6–1         |
| Поразка   | 28. | 5 березня 2010    | ITF Сідней, Австралія          | Тверде     | Софі Фергюсон         | Кейсі Деллаква Джессіка Мор                | w/o              |
| Перемога  | 41. | 25 червня 2010    | ITF Рим, Італія                | Ґрунт      | Софі Фергюсон         | Клаудія Джовіне Валентіна Сульпіціо        | 6–0, 6–3         |